# Guatteria asplundiana
Guatteria asplundiana este o specie de plante angiosperme din genul Guatteria, familia Annonaceae, descrisă de Robert Elias Fries. Conform Catalogue of Life specia Guatteria asplundiana nu are subspecii cunoscute.